# Celestino Schiaparelli
Celestino Schiaparelli (Savigliano, 14 maggio 1841 – Roma, 26 ottobre 1919) è stato un arabista e linguista italiano, fratello del celebre astronomo Giovanni Virginio.

## Biografia
Nato nel 1841 a Savigliano, in provincia di Cuneo, da Antonio e Caterina, entrambi Schiaparelli di cognome poiché lontani parenti, per necessità economiche entrò a lavorare nelle Regie Poste, senza smettere però di studiare a Torino la lingua araba, con Luigi Calligaris. Fu poi a Firenze, ove divenne discepolo del grande orientalista Michele Amari. Successivamente, insegnò l'arabo, succedendo all'Amari stesso, nell'Istituto di Studi Superiori di Firenze e, dal 1875 e per oltre quarant'anni, Lingua e letteratura araba presso l'Università di Roma, in quella che sarà nel 1907 chiamata "Scuola Orientale" di Lettere, dove fu collega e amico di Ignazio Guidi, Angelo De Gubernatis e Carlo Alfonso Nallino.
Fu, inoltre, il primo bibliotecario dell'Accademia Nazionale dei Lincei .
Tra le sue opere il Vocabulista in arabico, pubblicato nel 1871, dedicato alla lessicografia (ma anche, indirettamente, alla storia araba) di al-Andalus, e il non meno valido Il canzoniere di Ibn Ḥamdîs (Roma, Tipografia della Casa editrice italiana, 1897).
Si ricorda anche "L'Italia descritta nel "Libro del re Ruggero" compilato da Edrisi", in Memorie dell'Accademia dei Lincei, Roma, 1883.
Dal 1908 fu socio corrispondente dell'Accademia delle scienze di Torino .
L'Università di Roma La Sapienza conserva nel suo Dipartimento Italiano di Studi Orientali la Raccolta Schiaparelli, che contiene i suoi lavori dati alle stampe. 
Di carattere assai riservato e modesto, poco incline alla pubblicazione dei suoi scritti, Schiaparelli lasciò molti lavori inediti, la maggior parte dei quali riferentesi ai rapporti tra Arabi e Stati medievali italiani. 
Morì a Roma, a settantotto anni, nel 1919. Il fratello maggiore, l'astronomo Giovanni, è ricordato per la scoperta e l'osservazione dei cosiddetti canali di Marte; la figlia, Elsa, fu una nota stilista di moda.

## Opere
- Vocabulista in arabico / pubblicato per la prima volta sopra un codice della Biblioteca Riccardiana di Firenze da C. Schiaparelli, Firenze, Tip. dei succ.ri Le Monnier, 1871.
- L'Italia descritta nel Libro del re Ruggero compilato da Edrisi / testo arabo pubblicato con versione e note da M. Amari e C. Schiaparelli, Roma, Coi tipi del Salviucci, 1883.
- L'arte poetica di 'Abû-ʿAbbâs 'Ahmad b. Yahyâ Ṯaʿlab secondo la tradizione di ʿUbaid 'Allâh Muhammad b. Imrân b. Mûsâ 'al-Marzubânî / pubblicata da C. Schiaparelli, Leide, E. J. Brill, 1890.
- Dichiarazione di alcuni capitoli della cronaca di Giovanni Villani, relativi alla storia dei Banî Ḥafṣ (Hafsiti) in Tunisi, nota di Celestino Schiaparelli, Tip. della R. Accademia dei Lincei, 1892.
- "Due documenti arabo-bonapartiani", Estr. da: Oriente, vol. 2., n. 1 e 2, 1895, Roma, Tipografia della R. Accademia dei Lincei, 1895.
- Il Canzoniere di ʿAbd al-Ǧabbâr ibn Abî Bakr ibn Muhammad ibn Hamdîs, poeta arabo di Siracusa (1056-1133): testo arabo pubblicato nella sua integrità quale risulta dai codici di Roma e di Pietroburgo, coll'aggiunta di poesie dello stesso autore ricavate da altri scrittori / da Celestino Schiaparelli, Roma, Tip. della Casa editrice italiana, 1897. 
Nuovamente edito, con il titolo Il canzoniere / Ibn Hamdîs ; nella traduzione di Celestino Schiaparelli, a cura di Stefania Elena Carnemolla, Palermo, Sellerio, 1998. ISBN 88-389-1418-4
- Viaggio in Ispagna, Sicilia, Siria e Palestina, Mesopotamia, Arabia, Egitto compiuto nel secolo 12. / Ibn Ǧubayr (Ibn Giobeir); prima traduzione fatta sull'originale arabo da Celestino Schiaparelli, Roma, Casa editrice italiana, 1906.